# أسفل أمفاتخ

تعديل مصدري - تعديل

اسفل امفاتخ هي إحدى قرى عزلة سرار بمديرية سرار التابعة لمحافظة أبين، بلغ تعداد سكانها 28 نسمة حسب تعداد اليمن لعام 2004.